# Assemblage chant sur chant

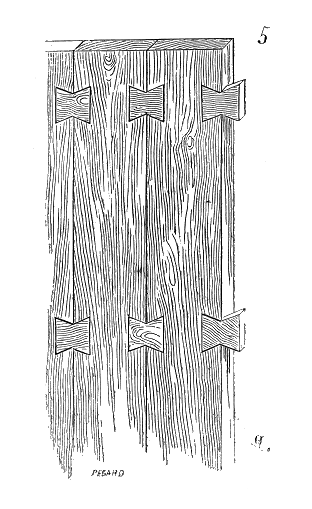
Assemblage chant sur chant à plat-joint par clés à queue d'aronde. « L’usage des languettes et embrèvements étant peu commun dans la menuiserie antérieure au XVe siècle, les membrures des huis, les madriers, sont souvent réunis par des queues d’aronde entaillées à mi-bois ». Dans Viollet-le-Duc, Dictionnaire raisonné de l'architecture française du, article « Aronde »

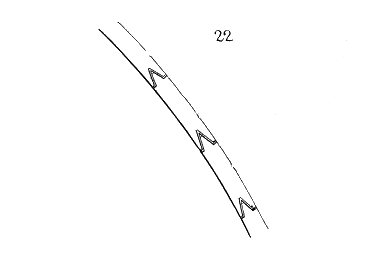
Lambris de couvrement. Bardeaux ou feuillets de chêne refendu assemblés à grain d’orge. Grande salle de l’ancien évêché d’Auxerre. Viollet-le-Duc. Dictionnaire raisonné de l'architecture française du, article « Charpente »

Un assemblage de champ, assemblage chant sur chant, assemblage à bois de fil ou assemblage de largeur, est un assemblage du bois qui est utilisé lorsque l'on veut obtenir des pièces que l'on ne pourrait avoir d'un seul morceau, par réunion de largeurs de bois, par leur chant (et dans le sens du fil du bois ; cet assemblage est, avec l'assemblage en bout, l'autre mode d'assemblage de pièces de même sens et dans le même plan.).
Le plus couramment une languette faisant office de tenon est ménagée en travers du fil du bois sur le chant d'une des pièces à assembler et sur le chant opposé de la pièce adjacente on pratique une rainure, qui fait office de mortaise. L'assemblage est dit à rainure et languette ou rainuré-bouveté (du nom du bouvet) ; on parle aussi d'« embrèvement »,.
Le plat-joint est la jonction de deux pièces par simple juxtaposition, sans embrèvement. Il consiste à réunir deux pièces de bois rive contre rive dans le sens de la longueur; il peut être renforcé par des clés et des tourillons. L’assemblage à plat-joint est ici un cas particulier d'assemblage chant sur chant, mais il peut aussi concerner des assemblages en angle. L’usage des languettes et embrèvements étant peu commun dans la menuiserie antérieure au XVe siècle, les membrures des portes, les madriers, sont souvent réunis par des clés à queues d’aronde entaillées à mi-bois.
On fait les assemblages de champ de différentes manières:
- à feuillures mi-bois,
- à rainure et languette,
- à rainure, languette et feuillure,
- à rainure et languette, la feuillure rentrée,
- à double rainure double languette,
- à rainure et languette avec double feuillure,
- à bouvetage en dents de scie (offrant une grande surface de contact en vue d'un collage),
- assemblages à clés qui se font par simple approche, plus les clés en bois de fil qu'on rapporte dans des mortaises percées sur les deux champs des pièces à élargir,
- les assemblages à emboiture qui sont la combinaison de l'assemblage à rainure et languette et de l'assemblage à clé.

L'assemblage à noix, c'est plutôt une brisure qu'un assemblage.
Après ces assemblages des champs entre pièces de même épaisseur, viennent ceux de même nature entre pièces d’épaisseurs différentes:
- assemblage à feuillure simple,
- à double feuillure;
- à double rainure,
- à rainure et languette en arrière,
- à rainure et languette en avant,
- à recouvrement, rainure et languette.

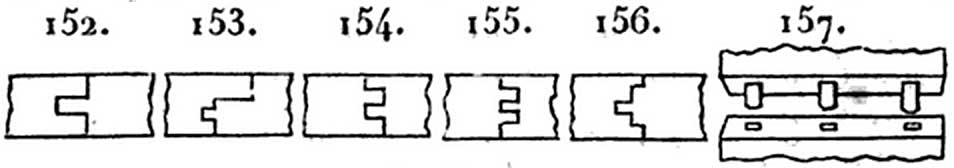
Assemblage de champ épaisseurs identiques[1]: 152 – rainure et languette; 153 – rainure, languette et feuillure; 154 – rainure et languette, feuillure rentrée; 155 – double rainure double languette; 156 – rainure et languette avec double feuillure; 157 – assemblages à clés.
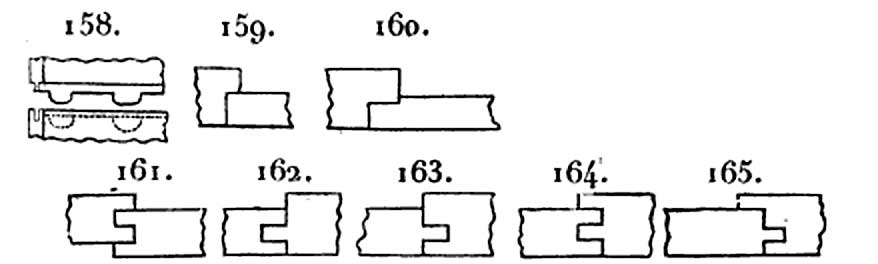
158 – assemblages à emboiture. Assemblage de champ d'épaisseurs différentes[1]: 159 – assemblage à feuillure simple; 160 – à double feuillure; 161 – à double rainure; 162 – à rainure et languette en arrière; 163 – en avant à rainure et languette; 164 – en avant à double rainure et languette; 165 – à recouvrement, rainure et languette.

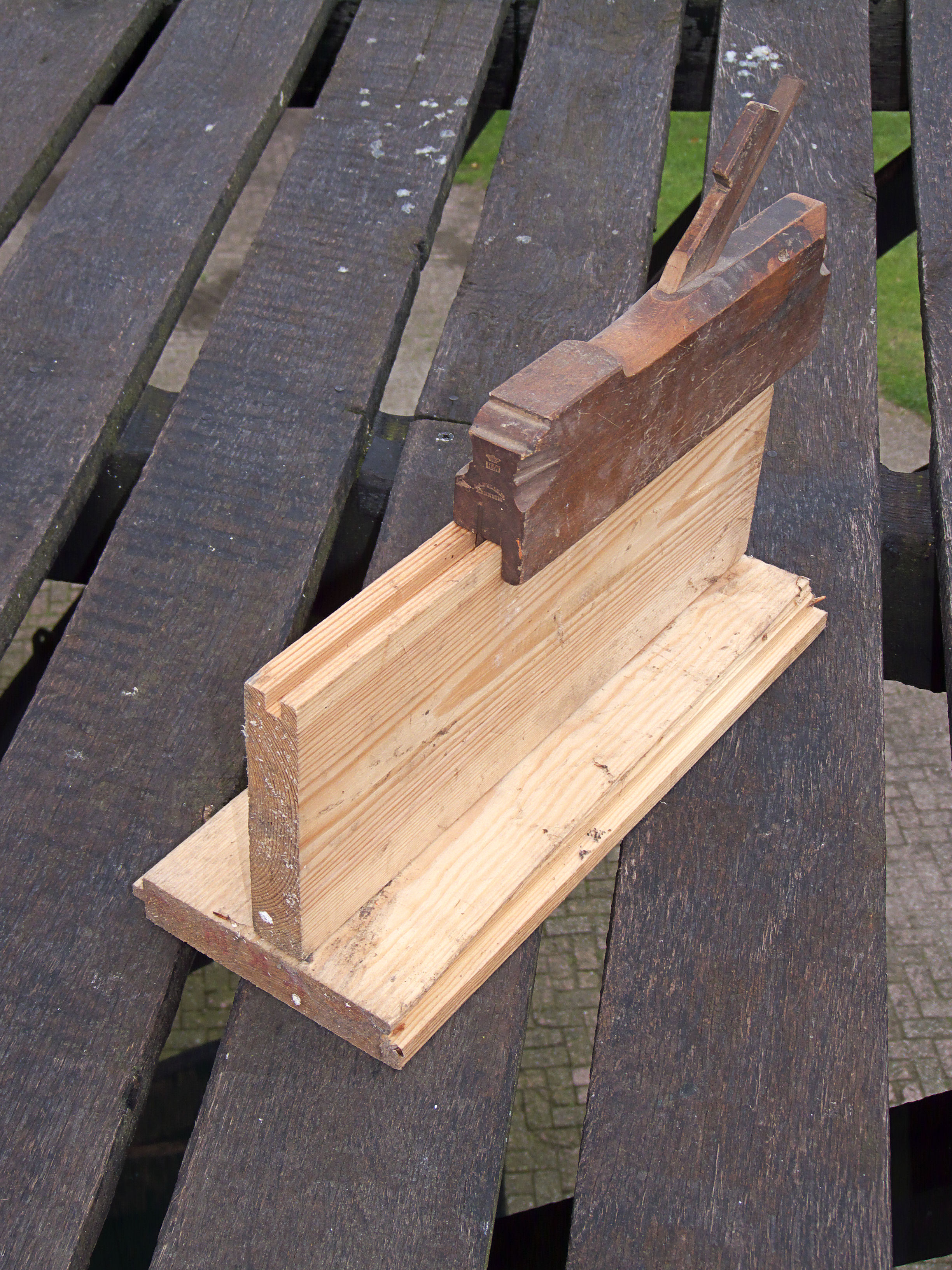
Bouvet, rabot à rainure (Ploegschaaf)
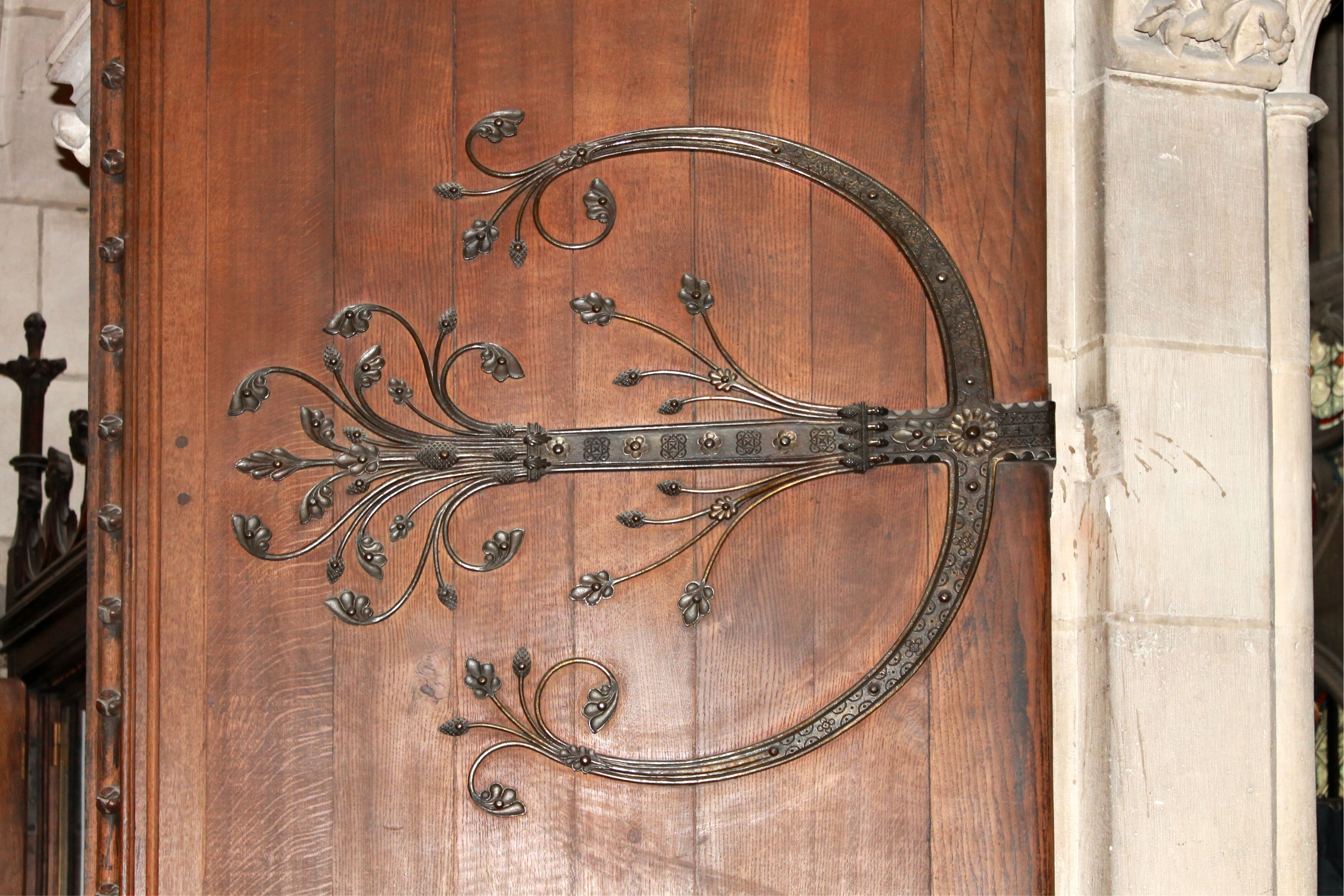
Penture de porte de la sacristie de la Cathédrale Notre-Dame de Paris réalisée par le ferronnier d'art Pierre Boulanger vers 1860. Les assemblages de champ étaient au Moyen Âge renforcés par les pentures clouées.